# Ludo Dielis
Ludo Dielis (* 23. Februar 1945 in Deurne) ist ein belgischer Karambolagespieler.

## Leben
Zusammen mit Jos Vervest (2× Weltmeister im Cadre 47/2) fing er im Alter von 11 Jahren im Billard Palast Antwerpen mit dem Billardspiel an. Seine Eltern eröffneten 5 Jahre später, er war 16, einen Billardsalon, in dem er mit seinem Vater und Vervest trainierte.
1977, Dielis war 22 Jahre als, heiratete er Diane Liebens, mit der er bis heute liiert ist. Zusammen haben sie einen Sohn.
Ludo Dielis, der Flame aus Deurne, einem Stadtteil von Antwerpen, hat im Verlaufe seiner Karriere als Sportler zwar nahezu alles erreicht, was zu erreichen ist, doch frei von Tragik war seine Laufbahn nicht. Denn immer stand er im Schatten seines legendären Landsmannes Raymond Ceulemans. Dass er an dieser schwierigen Situation nicht zerbrochen ist, liegt sicherlich daran, dass er mit beiden Beinen fest im Leben steht und die Verhältnisse auch für sich immer wieder zurechtrückt: „Billard ist nicht alles auf der Welt.“ Diese Erkenntnis, zu der er sich erst Ende er achtziger Jahre durchgerungen hat, wird ihm nicht leichtgefallen sein, dreht sich doch sein ganzes Leben als Profi und als Inhaber eines Billardcafés in seinem Geburt- und Wohnort Deurne um das Spiel mit Queue und Kugeln.
Beruflich führte Dielis zunächst den Billardsalon seiner Eltern weiter, dann seinen eigenen (zusammen mit seiner Frau), später war er für die Öffentlichkeitsarbeit bei Minolta zuständig.
Während seiner Profizeit trainierte er ca. sechs Stunden täglich, dazu spielte er im Einband 600–1000 Punkte, im Dreiband 3 Partien je 60 Punkte.
Zu seinen Schülern zählt unter anderem der Doppelweltmeister im Dreiband, Eddy Merckx.

## Karriere
Beim Billardclub Altijd Raak, in dem auch sein Vater spielte, startete er dann auch seine Karriere. Da er schnell besser wurde beschloss sein Vater ihn zum Ex-Weltmeister Jos Vervest ins Training zu schicken. Mit 17 Jahren qualifizierte er sich erstmals für ein internationales Turnier. Es war die Junioren-Europameisterschaft in Berlin. Und am 16. Dezember 1962 war sein erster internationaler Erfolg perfekt. Er wurde Junioren-Europameister im Zweikampf (Freie Partie & Cadre 47/2). Dritter wurde in diesem Turnier der Berliner Dieter Müller. Mit 21 Jahren erreichte er die Ehren-Klasse in Belgien in allen Disziplinen. Das hat vor ihm noch kein Belgischer Billardspieler geschafft. Im gleichen Jahr wurde er auch erstmals Belgischer Meister. Es war im Einband. Drei Jahre später war es wieder in Berlin, wo er seinen ersten internationalen Titel im Seniorenbereich errang. Bei der Fünfkampf-WM siegte er vor seinem Landsmann Raymond Ceulemans und Dieter Müller. Im Mai 1971 folgte der erste Europameistertitel in seiner Spezialdisziplin Einband. Seine außergewöhnlichste Leistung erzielte Ludo Dielis allerdings im Cadre 47/2. Er stellte einen Rekord für die Ewigkeit auf. Bei der Fünfkampf-EM in seiner Heimatstadt Deurne im April 1973 stellte er einen Serien-Weltrekord (prolongiert) von 2010 Punkten auf, der Rekord ist, ebenso wie der Durchschnitt von 217,00, bis heute gültig (Stand Jan. 2013). In den ersten 5 Partien benötigte er jeweils nur 1 Aufnahme bis 400 und startete die sechste Partie mit 10 Karambolagen. Zusammen mit seinem belgischen Landsmann Raymond Ceulemans verabschiedeten sich beide von den klassischen Billard-Disziplinen bei der Einband-Europameisterschaft in Dülmen im Jahr 1986. Beide spielten danach nur noch Dreiband. Im Alter von 55 Jahren beendete Ludo Dielis im Jahr 2000 seine Billardlaufbahn.
Dielis ist der Organisator der Dreiband-Weltmeisterschaft im Oktober 2013 in seiner Heimatstadt Antwerpen. Außerdem saß er mehrmals in der Jury der Artistic-Snooker-WM (Trickshot), die von Barry Hearn und Frans van Dijck in Antwerpen organisiert wurde.

## Erfolge
- Fünfkampf-Weltmeisterschaft:  1969, 1981
- Einband-Weltmeisterschaft:  1974, 1981 und 1983
- Cadre-47/1-Weltmeisterschaft:  1977
- Dreiband-Weltmeisterschaft:  1981 und 1989
- Dreikampf-Weltmeisterschaft für Nationalmannschaften:  1990

- Dreiband Grand Prix:  1987/5  1987/4, 1988/1, 1989/7, 1991/3, 1992/2,   1987/1, 1988/3, 1991/4, 1992/3

- Einband-EM:   1971, 1972, 1973, 1974, 1980, 1981, 1983
- Fünfkampf-EM:   1971, 1977
- Fünfkampf-Europameisterschaften für Nationalmannschaften:  1969, 1971, 1973, 1975, 1985, 1992  1967, 1977, 1983  1979, 1981
- Cadre-71/2-EM:  1973
- Freie Partie-EM:  1975
- Cadre-47/1-EM:  1977, 1979, 1980
- Belgische Dreiband-Meisterschaft:  1982, 1983, 1985  1972, 1973, 1976, 1977, 1978, 1984  1974, 1996, 1997
- Belgischer Meister: 37 × in verschiedenen Disziplinen